# Vertrag von Compiègne (1635)
Im Vertrag von Compiègne vom 30. April 1635 verständigten sich Frankreich und Schweden über ihre Interessen, den Krieg in Deutschland betreffend.
Vorausgegangen war diesem Vertragsschluss der Vertrag von Paris (1634) zwischen Frankreich und den protestantischen Ständen einschließlich Schweden, welcher aber den schwedischen Kanzler Axel Oxenstierna in seinen Konditionen nicht befriedigte. Er wollte in direkten Gesprächen mit Frankreichs Kardinal Richelieu Nachbesserungen erreichen.
Im Vertrag wurde die Unterstützung der protestantischen Fürsten in Deutschland durch Frankreich bekräftigt.

Als Gegenleistung für die Abtretung des linken Rheinufers von Breisach bis Straßburg wurde Schweden von Frankreich als gleichrangiger Partner anerkannt und den Schweden die Herrschaft über Worms, Mainz und Benfeld eingeräumt. Ebenfalls sollte ohne Zustimmung von Schweden von französischer Seite ausgehend, kein Waffenstillstand oder Friedensschluss im anhaltenden Krieg im Reich geschlossen werden dürfen. Auch musste Frankreich sich verpflichten, Spanien den Krieg zu erklären.
Die Bereitschaft dazu mag durch erwartete Truppenbewegungen an Frankreichs Ostgrenze gefördert worden sein. Es gab die habsburgische Absicht, aus Spanien Fußtruppen in die spanischen Niederlande zu verlegen, was zu Lande nur durch Passieren der Grenzregionen links und rechts des Rheins geschehen konnte. Das erklärt auch den Sinneswandel zum Vertrag von Paris (1634), in dem Frankreich noch nicht direkte Kriegspartei sein wollte. 

Mit dem Vertrag hatte der schwedische Reichskanzler Oxenstierna die Stellung eines Partners von Frankreich erreicht und war nicht mehr nur ein Vasall Frankreichs.